# Перемовини про обмеження стратегічних озброєнь
Договір між СРСР і США про обмеження стратегічних наступальних озброєнь (договір ОСО-2, рос. ОСВ-2, англ. SALT II) був підписаний 18 червня 1979 у Відні на зустрічі у верхах Генерального секретаря ЦК КПРС, Голови Президії Верховної Ради СРСР Леоніда Брежнєва і президента США Джиммі Картера.

## Договір
Основним положенням Договора ОСО-2 стало обмеження кількості стратегічних носіїв на рівні 2400 одиниць. Окрім цього, сторони зобов'язалися до 1 січня 1981 скоротити кількість носіїв 2150. Із загальної кількості стратегічних систем тільки 1320 носіїв могли бути оснащені головними частинами з боєблоками індивідуального наведення. У число 1320 носіїв з РГЧ ІН включалися як ракети наземного і морського базування, так і важкі бомбардувальники, оснащені крилатими ракетами великої дальності. Без урахування бомбардувальників кількість оснащених РГЧ ІН носіїв не повинне було перевищувати 1200 одиниць. Крім цього, окреме обмеження було встановлене на оснащені РГЧ ІН балістичні ракети наземного базування, кількість яких не могла перевищувати 820.
В цілях обмеження загальної кількості боєзарядів, Договір ОСО-2 встановлював межі на оснащення ракет бойовими блоками індивідуального наведення. Зокрема, заборонялося збільшувати кількість боєблоків на балістичних ракетах наземного базування, а також оснащувати ракети морського базування понад 14 бойовими блоками. Важкі бомбардувальники існуючих типів не повинні були оснащуватися понад 20 крилатими ракетами, а з урахуванням нових бомбардувальників середня кількість крилатих ракет, розміщених на бомбардувальник, не мала перевищувати 28. Таким чином, на відміну від ОСО-1, в новому Договорі встановлювалися певні обмеження на кількість боєзарядів, які могли бути розгорнені на стратегічних носіях.
У частині, що стосувалася балістичних ракет наземного базування, була підтверджена заборона на спорудження нових шахтних пускових установок і на переобладнання шахт легких ракет в шахти важких. Була також встановлена заборона на створення ракет важчих (за стартовою і закидуваною вагою), ніж існуючі. Додатковим обмеженням, що стосувалося ракет наземного базування, стала заборона на орбітальні ракети. Зокрема, Радянський Союз повинен був знищити або переобладнати 18 пускових установок орбітальних ракет Р-36, розташованих на полігоні Байконур.
У Договорі ОСО-2 були передбачені заходи, спрямовані на заборону процесу модернізації стратегічних озброєнь. Так, кожна із сторін могла розвернути не більш за одну нову МБР, яка могла бути оснащена 10 боєзарядами.
Ще одне обмеження, що стосувалося балістичних ракет наземного базування, було включене в Протокол до Договору. Це обмеження полягало в забороні на розгортання ракет на мобільних пускових установках і їхні випробування з мобільних установок. Окрім цього, Радянський Союз зобов'язався ліквідовувати мобільні ракетні комплекси "Темп-2С", які на той час були розгорнені в обмеженій кількості.
Обмеження, що накладалися Договором на морський компонент стратегічних сил, були незначними в порівнянні з тими, які були передбачені для наземних ракет або стратегічної авіації. У Договорі були дещо змінені правила підрахунку пускових установок балістичних ракет морського базування, а також була накладена заборона на розгортання БРПЧ, оснащених понад 14 боєзарядами.
У Протоколі до Договору, разом із забороною на розгортання мобільних пускових установок, містилася заборона на розгортання крилатих ракет морського і наземного базування, а також на випробування і розгортання таких крилатих ракет, оснащених кількома бойовими блоками. Окрім цього, сторони погодилися протягом терміну дії Протоколу не випробовувати і не розгортати балістичні ракети повітряного базування.

## Доля договору
Договір ОСО-2 не був ратифікований США спочатку під приводом вторгнення радянських військ до Афганістану. Згодом його положення намагалися ув'язати з процесом скорочення ракет середньої дальності. Разом з тим, він з'явився прологом до укладеного в 1991 році Договору про скорочення і обмеження СНО (Договір СНО-1), який істотно скоротив обсяги СНО в порівнянні з контрольними цифрами Договору ОСО-2.

## Дивись також
- СНО-1
- СНО-2